# Mughiphantes handschini
Mughiphantes handschini là một loài nhện trong họ Linyphiidae.
Loài này thuộc chi Mughiphantes. Mughiphantes handschini được Ehrenfried Schenkel-Haas miêu tả năm 1919.